# César Benavides

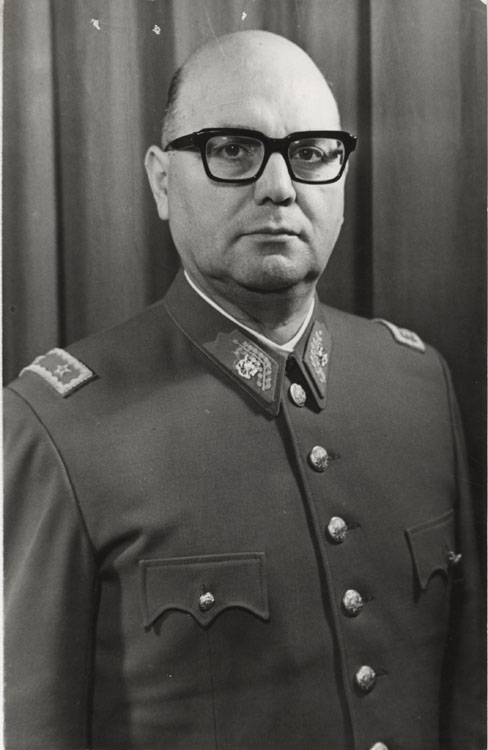
César Benavides

César Raúl Benavides Escobar (* 12. März 1912 in Santiago de Chile; † 25. März 2011 ebenda) war ein chilenischer Generalleutnant und Politiker, der nach dem Militärputsches vom 11. September 1973 während der Militärdiktatur unter General Augusto Pinochet zwischen 1974 und 1978 Innenminister, danach von 1978 bis 1980 Verteidigungsminister sowie zwischen 1981 und 1985 als Vertreter des Heeres Mitglied der regierenden Militärjunta (Junta de Gobierno de Chile) war. Während des Militärputsches fungierte er als „rechte Hand“ Pinochets.

## Leben

### Militärische Laufbahn und Teilnahme am Militärputsch vom 11. September 1973

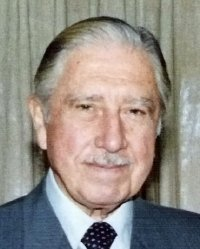
Während des Militärputsches vom 11. September 1973 fungierte Benavides als „rechte Hand“ von General Augusto Pinochet

Benavides trat 1936 als Kadett in die Militärschule (Escuela Militar) ein und wurde 1939 zum Unter-Fähnrich sowie 1940 zum Fähnrich befördert. Nach seiner Beförderung zum Leutnant 1941 fand er verschiedene Verwendungen als Offizier beim Heer und wurde im Laufe der Zeit 1947 zum Oberleutnant sowie 1948 zum Hauptmann befördert. Nachdem er 1955 zum Major befördert worden war, war er 1958 an der Militärmission in den USA tätig und absolvierte während dieser Zeit auch einen Lehrgang in Fort Monmouth. Nach seiner Rückkehr folgten 1962 seine Beförderung zum Oberstleutnant sowie 1968 zum Oberst.
1971 wurde Benavides Direktor der Kriegsakademie (Academia de Guerra) und als solcher 1972 zum Brigadegeneral befördert. Zum Zeitpunkt des Militärputsches vom 11. September 1973 gegen Staatspräsident Salvador Allende war er Direktor des Kommandos der Militärinstitute. Am Morgen dieses Tages erschien er im Kampfanzug in der Kaserne von Peñalolén, einer Gemeinde der Región Metropolitana de Santiago, und erhielt dort zusammen mit anderen General vom Oberbefehlshaber des Heeres, General Pinochet, seine Befehle zu den Putschaktivitäten an diesem entscheidenden Tag (El día decisivo) in der Hauptstadt und beim Präsidentenpalast La Moneda. Im fiel der Befehl über die Truppenverbände östlich der Avenida Vicuña Mackenna zu sowie zugleich das Halten der Verbindungen zum Direktor der Militärschule, Oberst Nilo Floody Buxton. Dadurch wurde er zur „rechten Hand“ (‚la mano derecha‘) Pinochets beim Militärputsch.
Danach war er zunächst Befehlshaber der in Punta Arenas stationierten 5. Heeresdivision sowie anschließend vom 26. Dezember 1973 bis zum 16. Juli 1974 Oberbefehlshaber des Vereinigten Südkommandos (Comando Conjunto Austral). Als solcher war er für alle Truppenverbände in Südchile sowie die Sicherheit in der Región de Magallanes y de la Antártica Chilena verantwortlich, die auch die Zusammenarbeit mit der XII. Zone der Nationalpolizei (Carabineros de Chile) und der dortigen Geheimdienste einschloss. Er war ferner an den Aktionen der Brigada Lautaro des Nationalen Geheimdienstes DINA (Dirección de Inteligencia Nacional) beteiligt und damit mit verantwortlich für die Operación Colombo sowie die Operation Condor. Die Operation Colombo war eine militärische Aktion in den Tagen der chilenischen Militärdiktatur, die zum desaparecimiento (Verschwinden) von 119 Oppositionellen geführt haben soll. Unter dem Codenamen Operation Condor (span. Operación Cóndor) operierten in den 1970er und 1980er Jahren die Geheimdienste von sechs lateinamerikanischen Ländern – Argentinien, Chile, Paraguay, Uruguay, Bolivien und Brasilien – mit Unterstützung der Vereinigten Staaten, mit dem Ziel, linke politische und oppositionelle Kräfte weltweit zu verfolgen und zu töten. 

### Innenminister, Verteidigungsminister und Mitglied der Militärjunta
Am 11. Juli 1974 wurde Benavides Nachfolger des zum Verteidigungsminister ernannten Generalmajor Óscar Bonilla Bradanovic in der Funktion als Innenminister (Ministro del Interior de Chile), während der bisherige Direktor des Militärischen Geheimdienstes (Servicio de Inteligencia Militar), General Augusto Lutz Urzúa, sein Nachfolger als Befehlshaber der 5. Heeresdivision wurde. Das Amt des Innenministers bekleidete er bis zum 14. April 1978 und wurde dann von Sergio Fernández Fernández abgelöst, der zugleich weiterhin das Amt des Minister für Arbeit und soziale Vorsorge (Ministro del Trabajo y Previsión Social) behielt. Während seiner fast vierjährigen Amtszeit als Innenministers wirkte er unmittelbar an den Entscheidungen zum Vorgehen gegen die Opposition mit. Durch seine Beziehungen zu den Geheimdiensten und seine Zuständigkeit für die Nationale Justizvollzugsbehörde SENDET (Servicio Nacional de Detenidos) war ihm auch bekannt, was mit politischen Gefangenen geschah. Als 1975 der Besuch einer Arbeitsgruppe der UNO in Chile anstand, erhielt Benavides den Auftrag, die zwischen fünf Ministerien aufgeteilte „Generalvorbereitung der Medien und des nationalen Klimas“ zu übernehmen, um diese Arbeitsgruppe „in bestem Zustand zu empfangen“.
Benavides wiederum übernahm am 14. April 1978 von Generalmajor Hermán Brady Roche das Amt des Verteidigungsministers (Ministro de Defensa) und wurde ferner zum Generalleutnant befördert. In diesem Ministeramt verblieb er bis zu seiner Ablösung durch Carlos Forestier Hansen am 29. Dezember 1980.
Sowohl als Innen- als auch als Verteidigungsminister war Benavides an zahlreichen diktatorischen Dekreten der Militärjunta beteiligt.
Am 11. März 1981 wurde Benavides schließlich Nachfolger von Augusto Pinochet als Vertreter des Heeres in der regierenden Militärjunta (Junta Militar de Gobierno). In dieser führenden Stellung blieb er bis zu seiner Ablösung durch Generalleutnant Julio Canessa Robert am 2. Dezember 1985 und trat anschließend in den Ruhestand.
Benavides befand sich auf einer 1999 vom spanischen Untersuchungsrichter Baltazar Garzón veröffentlichten Liste, auf der gegen 60 Offiziere und ehemalige Vertreter des Militärregimes von den spanischen Justizbehörden Anklagen wegen Verstöße gegen die Menschenrechte erhoben wurden.
Benavides, der im Alter von 99 Jahren verstarb, war verheiratet und Vater eines Kindes.